# Félix Araujo
Félix de Jesús Araujo Razo (ur. 10 lutego 1983 w Guadalajarze) – meksykański piłkarz występujący na pozycji środkowego obrońcy, obecnie zawodnik Chiapas. Jego brat Néstor Araujo również jest piłkarzem.

## Kariera klubowa
Araujo jest wychowankiem klubu Cruz Azul ze stołecznego miasta Meksyk. Nigdy nie potrafił się jednak przebić do seniorskiej drużyny i występował wyłącznie w drugoligowych rezerwach zespołu – Cruz Azul Oaxaca (z którym w jesiennym sezonie Apertura 2005 dotarł do finału rozgrywek Primera División A), a później Cruz Azul Hidalgo. W styczniu 2008 zdecydował się wyjechać do Paragwaju, gdzie wraz ze swoim rodakiem Víctorem Gutiérrezem został zawodnikiem tamtejszej ekipy Club 2 de Mayo z miasta Pedro Juan Caballero. W paragwajskiej Primera División zadebiutował 16 lutego 2008 w przegranym 1:3 spotkaniu z Libertadem, natomiast jedynego gola strzelił 18 kwietnia tego samego roku w wygranej 3:1 konfrontacji z Silvio Pettirossi. Ogółem w 2 de Mayo spędził sześć miesięcy bez większych sukcesów, po czym powrócił do ojczyzny, podpisując umowę z drugoligowym zespołem Lobos BUAP z siedzibą Puebli, którego barwy reprezentował z kolei przez rok, będąc podstawowym piłkarzem ekipy. Po odejściu z Lobos przez dwanaście miesięcy pozostawał bez klubu, po czym zanotował półroczny epizod w CF La Piedad, również występującym w drugiej lidze meksykańskiej.
Latem 2011, po sześciu miesiącach bezrobocia, Araujo zasilił występujący w najwyższej klasie rozgrywkowej zespół Deportivo Toluca. W meksykańskiej Primera División zadebiutował za kadencji urugwajskiego szkoleniowca Héctora Hugo Eugui, 22 lipca 2011 w wygranym 2:1 meczu z Estudiantes Tecos, jednak podczas rocznego pobytu w tym klubie pełnił niemal wyłącznie rolę rezerwowego. Wobec tego został wypożyczony do niżej notowanej ekipy San Luis FC z miasta San Luis Potosí, w której spędził następne dwanaście miesięcy. W lipcu 2013, również na zasadzie wypożyczenia, przeszedł do zespołu Chiapas FC z siedzibą w Tuxtla Gutiérrez, któremu San Luis sprzedał swoją licencję. Jako kluczowy zawodnik defensywy występował tam przez rok, po czym został graczem beniaminka najwyższej klasy rozgrywkowej – Universidadu de Guadalajara, z którym mimo pewnego miejsca w składzie na koniec rozgrywek 2014/2015 spadł do drugiej ligi.
W lipcu 2015 Araujo powrócił do Chiapas FC.
| Sezon     | Klub                       | Kraj     | Rozgrywki        | Mecze | Bramki |
| --------- | -------------------------- | -------- | ---------------- | ----- | ------ |
| 2005/2006 | Cruz Azul Oaxaca           | Meksyk   | Ascenso MX       | 26    | 1      |
| 2006/2007 | Cruz Azul Hidalgo          | Meksyk   | Ascenso MX       | 31    | 2      |
| 2007/2008 | Cruz Azul Hidalgo          | Meksyk   | Ascenso MX       | 6     | 1      |
| 2008      | Club 2 de Mayo             | Paragwaj | Primera División | 16    | 1      |
| 2008/2009 | Lobos BUAP                 | Meksyk   | Ascenso MX       | 27    | 3      |
| 2010/2011 | CF La Piedad               | Meksyk   | Ascenso MX       | 12    | 0      |
| 2011/2012 | Deportivo Toluca           | Meksyk   | Liga MX          | 11    | 0      |
| 2012/2013 | San Luis FC                | Meksyk   | Liga MX          | 14    | 0      |
| 2013/2014 | Chiapas FC                 | Meksyk   | Liga MX          | 29    | 3      |
| 2014/2015 | Universidad de Guadalajara | Meksyk   | Liga MX          | 32    | 0      |
| 2015/2016 | Chiapas FC                 | Meksyk   | Liga MX          | 29    | 0      |
| 2016/2017 | Chiapas FC                 | Meksyk   | Liga MX          |       |        |